# Saint-Bonnet-de-Vieille-Vigne
Saint-Bonnet-de-Vieille-Vigne település Franciaországban, Saône-et-Loire megyében. Lakosainak száma 217 fő (2022. január 1.). Saint-Bonnet-de-Vieille-Vigne Martigny-le-Comte, Grandvaux, Baron, Ciry-le-Noble, Génelard, Palinges és Saint-Aubin-en-Charollais községekkel határos.

## Népesség
A település népessége az elmúlt években az alábbi módon változott:
| Lakosok száma | 199  | 195  | 198  | 200  | 205  | 209  | 210  | 211  | 217  |
|               | 2013 | 2015 | 2016 | 2017 | 2018 | 2019 | 2020 | 2021 | 2022 |